# Nephropsis rosea
Nephropsis rosea Bate, 1888 è un crostaceo decapode appartenente alla famiglia Nephropidae proveniente dall'oceano Atlantico.

## Descrizione
Rispetto ad altri crostacei della famiglia Nephropidae è di dimensioni abbastanza piccole: il corpo raggiunge una lunghezza massima di 13 cm, di cui 6 di carapace. La colorazione varia dall'arancione al rosso.

## Distribuzione e habitat
Proviene dall'oceano Atlantico, in particolare dal golfo del Messico. Vive in zone con fondali molli, sabbiosi o fangosi, fino a una profondità di 1.260 m, anche se di solito non scende oltre gli 800.

## Conservazione
Questa specie viene classificata come "a rischio minimo" (LC) dalla lista rossa IUCN perché è comune e non sembra essere minacciata da particolari pericoli. Potrebbe però diventare una specie di interesse commerciale.